# Västra Timmerholmen
Västra Timmerholmen är en ö i Finland. Den ligger i Finska viken och i kommunen Raseborg i landskapet Nyland, i den södra delen av landet. Öarna ligger omkring 84 kilometer väster om Helsingfors.
Arean för Västra Timmerholmen är 2,9 hektar och dess största längd är 270 meter i öst-västlig riktning.